# Pipistrellus deserti
Pipistrellus deserti é uma espécie de morcego da família Vespertilionidae. Pode ser encontrada na Argélia, possivelmente Burkina Faso, Egipto, possivelmente Gana, possivelmente Quénia, Líbia, possivelmente Nigéria, possivelmente Senegal, possivelmente Somália e Sudão.
Pode ser encontrada nos seguintes habitats: áreas rochosas, desertos quentes e áreas urbanas.